# 릴리 테일러
릴리 테일러(Lili Taylor, 1967년 2월 20일 ~ )는 미국의 배우이다. 프라임타임 에미상에 총 세 번 후보로 올랐다.

## 출연 작품

### 영화
- 미스틱 피자 (1988)
- 금지된 사랑 (1989)
- 7월 4일생 (1989)
- 샌프란시스코에서 하룻밤 (1991)
- 숏 컷 (1993)
- 루디 이야기 (1993)
- 어딕션 (1995)
- 랜섬 (1996)
- 나는 앤디 워홀을 쏘았다 (1996) - 밸러리 솔라너스 역
- 포토그래퍼 (1998)
- 더 헌팅 (1999) - 넬 밴스 역
- 사랑도 리콜이 되나요 (2000)
- 줄리 존슨(2001) - 줄리 존슨 역
- 악명높은 베티 페이지 (2005)
- 더 시크릿 (2007)
- 브룩클린스 파이니스트 (2009)
- 퍼블릭 에너미 (2009)
- 빙 플린 (2012)
- 컨저링 (2013)
- 메이즈 러너: 스코치 트라이얼 (2015)
- 투 더 본 (2017)
- 레더페이스 (2017) - 버나 역
- 일라이 (2019) - 이저벨라 혼 박사 역

### 텔레비전
- 엑스파일 (1998)
- 식스 핏 언더 (2002-05)
- 올모스트 휴먼 (2013-14)
- 아메리칸 크라임 (2015-17)

### 연극
- 세 자매 (1997)
- 마빈의 방 (2017)